# George Bacovia
George Bacovia, (Bákó, 1881. szeptember 17. – Bukarest, 1957. május 22.), valódi nevén George Vasiliu, román szimbolista költő. Neve a latin Bacchus via kifejezésből ered, ami azt jelenti Bacchus útja, de utal szülővárosára is (Bacău).

## Életrajza
1881. szeptember 17-én (régi naptár szerint 4-én) született Dimitrie Vasiliu, kiskereskedő, és Zoe Langa gyermekeként, Bákóban. Elemi és középiskolai tanulmányait is Bákóban végezte. 1903-ban beiratkozott a bukaresti egyetem jogi karára, de 1904-ben abbahagyta és visszaköltözött szülővárosába. 1907-től a Jászvásári egyetemen tanul jogot, 1911-ben szerzett diplomát. Beiratkozott az ügyvédi kamarába, de soha sem gyakorolta a mesterséget: tanárként, kistisztviselőként, könyvelőként dolgozott. Irodalmi bemutatkozása visszhangtalanul maradt, és 1910-ig jelentéktelen lapok közölték műveit. Ezt követően ha ritkán is, de jelentek meg versei a jónevű Flacăra, Noua revistă română, Cugetul românesc illetve Gândirea folyóiratokban. Két rövid életű irodalmi lap kiadása is fűződik a nevéhez: Orizonturi noi (1915) és Ateneul cultural (1925). 1925-ben megkapta a Romániai Írószövetség költészeti díját. 1928-ban feleségül vette Agatha Grigorescut.
1933-ban a fővárosba költözött, és ott is halt meg 1957. május 22-én.

## Költészete
A román szimbolizmus legnagyobb alakja, ezt bizonyítja az is, hogy róla bakovinizmusnak nevezték el a korabeli román szimbolista költészetet. Az idő folyamán azonban más, modernista jelleggel is ötvöződtek versei, mint például szürrealizmussal, expresszionizmussal, egzisztencializmussal és mással. Sajátos lírai atmoszférájának elemei a nyirkos és hideg ősz, a komor alkonyatokkal teli kemény tél, a pokoli hőségű nyár, amelyben lassanként, a hullák oszlanak, a műemlékek és kulturális élet nélküli ódón és szerencsétlen város monotóniája. A költői terének díszletei a magányos parkok lombjavesztett fákkal, kopár kertek, amelyeket kegyetlen esők és havazások járnak át és gyilkos szelek gyötörnek; kórházak, menhelyek, vágóhidak, üres kávlházak; mindez egy ólomszínű ég alatt. Bacovia költészete a megváltásra vágyakozó, de reményétvesztett lélek kifejezése. 
Érzéseit leginkább színek segítségével fejezi ki: a sárga a reménytelenség, betegség és halál kísérője, a fekete a kiégettségé, a fehér és fekete kettőssége az abszolút gyászé, a lila a hallucináció velejárója. Még a piros sem az életöröm, hanem a halál asszociációja az Abator (Vágóhíd) című költeményében: Megalvadt vértől gyúl ki a fehér / Varjak tipegnek benne ... és eszik. Gyakran él az ismétléssel, akár szavak, akár teljes sorok vonatkozásában.
Legjellegzetesebb versei a Lacustră (Cölöpépítmény) és a Plumb (Ólom) (mindkettő a Plumb kötetében jelent meg), melyben az Bacovia szimbolizmusának legjellegzetesebb vonásai figyelhetőek meg: az elzárkózottság, az idegesség, a lehangoló természet, a széteső, megrothadó anyag stb.

## Kötetei
- Plumb (Ólom), Bukarest, 1916
- Scântei galbene (Sárga szikrák), Bákó, 1926
- Bucăți de noapte (Éjszakai darabok), Bukarest, 1926
- Poezii (Versek), Bukarest, 1929
- Cu voi (Veletek), Bukarest, 1930
- Poezii (Versek), Adrian Maniu előszavával, Bukarest, 1934
- Comedii în fond, Bukarest, 1936
- Opere, Bukarest, 1944
- Stanțe burgheze, Bukarest, 1946
- Poezii (Versek), Bukarest, 1956

## Magyarul
- Lila alkonyat. Válogatott versek; ford. Kiss Jenő, előszó Matei Călinescu, utószó Agatha Grigorescu-Bacovia: Bacovia emlékezete, ford. Békési Domokos; Irodalmi, Bukarest, 1961
- George Bacovia legszebb versei; ford., bev. Kiss Jenő; Albatrosz, Bukarest, 1972
- Ólom. Versek; vál., ford. Kiss Jenő; Kriterion, Bukarest, 1981

## Németül
- Blei und andere Gedichte. Dionysos, Boppard, ins Deutsche: Christian W. Schenk, 2018, ISBN 978-1-9807-2919-8.

## Díjai
- 1923-ban a Művészeti Minisztérium díjazta a Plumb című kötetéért
- 1925-ben a Román Írók Társasága díjazottja Lucian Blagával együtt
- 1934-ben a Nemzeti Díj tulajdonosa lett, csakúgy mint Tudor Arghezi

## Fordítás
- Ez a szócikk részben vagy egészben  a   George Bacovia című román Wikipédia-szócikk ezen változatának fordításán alapul.  Az eredeti cikk szerkesztőit annak laptörténete sorolja fel. Ez a jelzés csupán a megfogalmazás eredetét és a szerzői jogokat jelzi, nem szolgál a cikkben szereplő információk forrásmegjelöléseként.